# Плесовская (река)
Плесовская — река в России, протекает в Подосиновском районе Кировской области. Устье реки находится в 22 км по правому берегу реки Большой Пинюг. Длина реки составляет 14 км.
Исток реки находится на возвышенности Северные Увалы в 8 км к северо-востоку от посёлка Пинюг. Генеральное направление течения — юг, всё течение проходит по ненаселённому лесному массиву. Впадает в Большой Пинюг в 4 км к северо-востоку от посёлка Пинюг.

## Данные водного реестра
По данным государственного водного реестра России и геоинформационной системы водохозяйственного районирования территории РФ, подготовленной Федеральным агентством водных ресурсов:
- Бассейновый округ — Двинско-Печорский
- Речной бассейн — Северная Двина
- Речной подбассейн — Малая Северная Двина
- Водохозяйственный участок — Юг
- Код водного объекта — 03020100212103000011443